# Forgách Antal (főispán)
Ghymesi és gácsi gróf Forgách Antal (Gács, Nógrád vármegye, 1819. április 16. – Gács, 1885. április 2.) magyar királyi biztos, császári biztos, a Kassai kerület főispánja, valóságos belső titkos tanácsos, Csehország helytartója, főkancellár, országgyűlési képviselő.

## Élete
A tekintélyes főnemesi gróf ghymesi és gácsi Forgách család sarja. Gróf Forgách János Nepomuk (1787–1841), földbirtokos és liptószentiváni Szentivány Erzsébet (1792–1838) fia. Az apai nagyszülei gróf ghymesi és gácsi Forgách Antal (1757–1801), királyi kamarás, nagybirtokos és gróf gyaraki Grassalkovich Otília (1764–1810) voltak. Az anyai nagyszülei liptószentiváni Szent Iványi János (1761–1818), császári és királyi kamarás, Nógrád vármegye alispánja, királyi tanácsos, földbirtokos és jamniki Jóhny Rozália (1768–1817) voltak.
1848-ban Windisch-Grätz herceg, Heves vármegye királyi biztosává nevezte ki. 1848–49-ben császári katona, Windisch-Grätz herceg, császári biztosa volt az orosz hadseregben. 1851 és 1859 között a Kassai kerület főispánja, majd 1859–1861-ben Csehország helytartója, 1861–1864-ben a Magyar Udvari Kancellária főkancellára. 1867-től országgyűlési képviselő. Az újonnan megalakult országgyűlésben előbb a Deák-párthoz majd, annak a Balközép Párttal való fúziója után a Szabadelvű Párt képviselője volt.
Mikszáth Kálmán a gyűjteményes kötetben 1878-ban megjelent politikusi portréjában kivénhedt zongorához hasonlította Forgáchot. A portré szerint Forgách már országgyűlési képviselőként rosszul viselte, hogy egyre kisebb ranggal járó pozíciókat tölt be. Mikszáth portréja szerint a saját pártjában is népszerűtlen gróf azért maradt mégis a politikában, hogy a vele kapcsolatban álló bankok és részvénytársaságok érdekeit egyengesse.

## Házassága és leszármazottjai
Rómában 1863. február 5-én vette el Éderer Florentinát (Prága, 1843. augusztus 20.–Gács, 1922. március 9.), akinek a szülei Éderer Gabriel (c. 1816–1882), a G. M. Ederer cég vezérigazgatója, a Prágai Kereskedelmi Tanács igazgatósági tagja, több prágai jótékonysági klub tagja, és Goldschmidt Anna (c.1816–1882) voltak. Éderer Florentina korábban Joseph Glasser hitvese volt; ez alatt az idő alatt gróf Forgách Antal szerelmi viszonyt ápolt a házas Éderer Florentinával és ezalatt az idő alatt született az első gyermekük Rosty Flóriánné Forgách Ilona grófnő, akit majd az uralkodó törvényesített. Forgách Antal gróf és Éderer Florentina hazásságából 4 gyermek született:
- gróf Forgách Ilona (Aschach, 1862. december 6.–Zólyom, 1945. január 1.), 1878. július 14.-én I. Ferenc József magyar király törvényesítette, a "Forgách" vezetéknevet, a család nemesi előnevei használatát megengedte, valamint a grófi címet is átruházta.[5][6][7] Férje: barkóci Rosty Flórián (Pest, 1845. április 10.–Gács, Nógrád vármegye, 1894. január 22.), császári és királyi kamarás, követségi tanácsos, az olasz koronarend-, a török Medzsidije rend-, a svéd királyi éjszakcsillagrend-, a portugál királyi Krisztus-rend lovagja.[8]
- gróf Forgách Klotild (Bécs, 1864. április 12.–Budapest, 1957. szeptember 5.). Férje: báró rosenecki Roszner Ervin (Varsány, 1852. december 19. vagy 31. – Telekes, 1928. október 2.) magyar politikus, a király személye körüli miniszter, császári ls királyi kamarás, egyházjogi szakíró.[9]
- gróf Forgách Antal (Bécs, 1869. január 20.–Patakalja, 1931. április 29.), valóságos belső titkos tanácsos, országgyűlési képviselő, tartalékos huszárszázados, földbirtokos.[10] 1.f.: Keresztfalvy Kornélia (*Keresztfalu, 1860. június 13.–Patakalja, 1927. augusztus 12.). 2.f.: Stengel Franciska (Bécs, 1879. december 28.–Knokke la Zoute, 1940. május 10.)
- gróf Forgách János (Gács, 1870. október 24.–Budapest, 1935. szeptember 25.), valóságos belső titkos tanácsos, nagykövet, a Magyar Főrendiház és a Magyar Felsőház örökös tagja,.[11] Felesége: lovasi Lovassy Gabriella (Nagyszalonta, 1889. február 9.–Gent, 1972. szeptember 26.)